# اچ‌ام‌اس ئی۳
اچ‌ام‌اس ئی۳ (به انگلیسی: HMS E3) یک زیردریایی بود که طول آن ۱۷۸ فوت (۵۴ متر) بود. این زیردریایی در سال ۱۹۱۲ ساخته شد.